# Locarno (huyện)
Huyện Locarno (tiếng Pháp: District du Locarno, tiếng Đức: Bezirk Locarno) là một huyện hành chính của Thụy Sĩ. Huyện này thuộc bang Ticino. Huyện Locarno có diện tích 551 km², dân số theo thống kê của cục thống kê Thụy Sĩ năm 1999 là 57488 người. Trung tâm của huyện đóng ở Locarno. Mã của huyện là 2104.